# Kawai
Kawai (株式会社河合楽器製作所, Kabushiki-gaisha Kawai Gakki Seisakusho) is een Japans pianomerk. De fabriek van Kawai werd in 1927 opgericht door Koichi Kawai. Net als Yamaha was Kawai oorspronkelijk gevestigd in Hamamatsu. De fabriek van Koichi Kawai is heden ten dage uitgegroeid tot een wereldwijd opererend concern. Kawai America Corporation (opgericht in 1963) en Kawai Canada Music produceren tegenwoordig een complete lijn akoestische en digitale piano's en vleugels, alsmede professionele keyboards.

## Geschiedenis

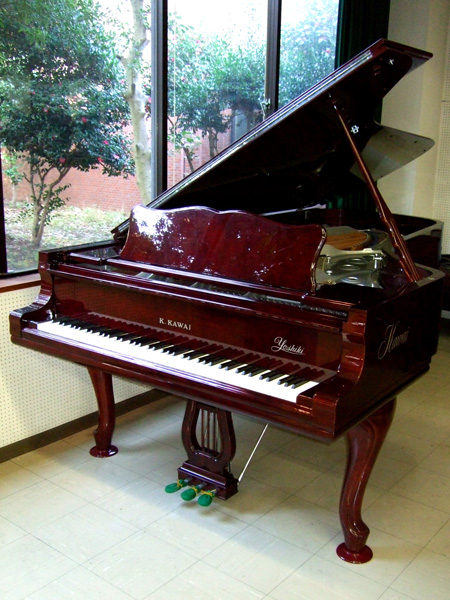
Op maat gebouwde vleugel uit 1993

In de jaren 20 van de 20e eeuw ging het in Japan niet goed met de pianobouw. Het pianobedrijf waar Koichi Kawai voor werkte kampte met tekorten en een nieuw management had het bedrijf net overgenomen. Koichi Kawai besloot daarop voor zichzelf te beginnen en richtte samen met zeven mensen het Kawai Musical Instrument Research Laboratory in Hamamatsu op. Het streven was om een piano te bouwen die vernieuwend was en betaalbaar. De eerste jaren waren moeizaam, wegens een tekort aan middelen, deugdelijk materiaal en gekwalificeerde pianotechnici. Ook ontbrak een dealernetwerk om potentiële klanten te kunnen aantrekken. Toch slaagde Kawai er in het hoofd boven water te houden, en in de vroege jaren 50 produceerde het bedrijf meer dan 1500 piano's per jaar, met 500 man personeel in dienst. Koichi Kawai ontving als eerste muziekinstrumentbouwer de "Blue Ribbon Medal" van de keizer van Japan.
Koichi Kawai overleed plotseling in 1955. Hij werd opgevolgd door zijn zoon, de 33 jaar oude Shigeru Kawai, die het bedrijf moderniseerde. Toen de Japanse economie aantrok in de jaren 60 en 70 groeide ook het bedrijf van Kawai. Naast de traditionele handmatige technieken werd allengs ook steeds meer gebruikgemaakt van machinale technieken en automatisering en modernere technologie. Shigeru Kawai richtte twee nieuwe fabrieken op: een voor houtbewerking en een om piano's te assembleren op een productielijn.
De productiecapaciteit en het vakmanschap van Kawai steeg onder Shigeru's leiding. Een andere stap van Shigeru was om de marktvraag te stimuleren. Hij ontwikkelde een groot netwerk van Kawai Muziekscholen, en daarnaast ook een Kawai Muziekacademie om voldoende pianodocenten op te leiden. Tegelijkertijd trainde het Kawai Piano Technical Center technici zodat ook onderhoud aan de groeiende aantallen instrumenten gewaarborgd zou worden.

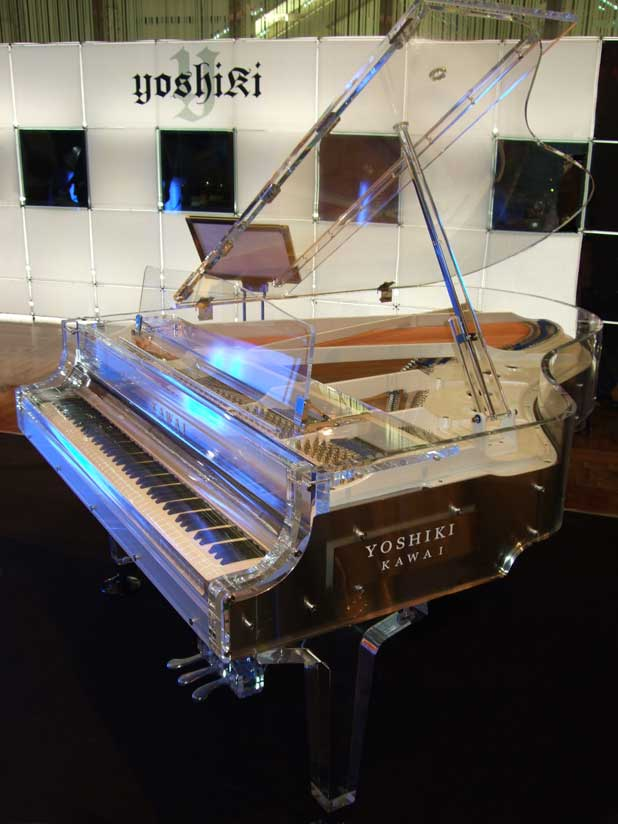
Een modern vormgegeven Kawaivleugel in o.a. acryl, de Crystal Grand CR-40A

Shigeru Kawai ontwikkelde een van-deur-tot-deur promotiecampagne om de muziekbeoefening (via het pianospel) te stimuleren. In de jaren 60 had Kawai bijna 2000 huis-aan-huisvertegenwoordigers in dienst, en ongeveer 300.000 mensen namen deel in het Kawai lesprogramma in muziekscholen door heel Japan.
In 1963 richtte Shigeru onder de leus "the sound heard around the world" Kawai Amerika op, gevolgd door Kawai Europa, Kawai Canada, Kawai Australië en Kawai Azië.
In 1989 nam Shigeru's zoon Hirotaka Kawai het stokje over. Hirotaka investeerde tientallen miljoenen dollars in het bedrijf van zijn opa en vader om robottechnieken in de bouw van de instrumenten te kunnen realiseren. Hij verplaatste de productie ook naar Amerika en kocht de Lowrey Organ Company op. Verdere bedrijven die hij oprichtte waren Kawai Asia Manufacturing in Maleisië in 1991 en Kawai Finishing in Amerika in 1995.
Hirotaka stond garant voor de 'RX Series Artist Grand Pianos', instrumenten die speciaal voor concertpodia werden gebouwd. Ook liet hij in Indonesië nog een productiefabriek neerzetten.

## Innovaties
Sinds de jaren 1970 gebruikte Kawai alternatieve materialen voor hun producten om de stabiliteit te garanderen van de klank. Kawai begon met het gebruik van ABS (Acrylonitril-butadieen-styreen), een composietmateriaal, voor bepaalde onderdelen om met name de problemen van de werking van hout op te lossen.
Later in 2002 introduceerde Kawai de Millennium III vleugelpiano met ABS-Koolstof, een nieuw composietmateriaal welke ABS combineert met koolstofvezel. Hiermee konden onderdelen sterker worden gemaakt en tegelijk lichter. Een ander voordeel was de verhoging van de actiesnelheid, zodat snel herhalende noten beter gespeeld worden.

## Producten
Kawai produceert piano's, vleugelpiano's en digitale piano's. De ontwikkeling van de vleugelpiano groeide van de jaren 1960 tot begin jaren 1990 tot modellen die populair werden onder docenten en muziekscholen. Kawai kreeg een reputatie voor het bouwen van piano's met stabiele prestaties bij intensief gebruik op de lange termijn.
Kawai heeft ook orgels geproduceerd. Voor deze instrumenten gebruikte het de naam "Dreamatone".

### Shigeru Kawai vleugels
In 2012 is Kawai begonnen met de Shigeru Kawai concert series. De concertvleugel van Kawai van 278 cm draagt anno 2021 ook de naam Shigeru Kawai, hiervoor stond de naam K. Kawai op de klavierklep en de zijkant (rim) van de EX concertvleugel. Er zijn vijf kleinere modellen naar het beeld van de concertvleugel gebouwd. De SK2, SK3, SK5, SK6 en de SK7, deze zijn van hogere kwaliteit dan de GX en GL series. De SK-vleugels zijn voornamelijk handgebouwd en daarom duurt de productie ervan tot vijf maal langer dan van een normale vleugel. In Nederland is er voor Shigeru Kawai een selectie center.

### Synthesizers
In de jaren 1980 begon Kawai analoge synthesizers te produceren. In deze begintijd zijn enkele modellen uitgebracht onder de naam Teisco.
Vanaf 1985 ging Kawai een aantal digitale synthesizers ontwikkelen. Het meest bekend is de K serie: K1, K1mkII, K3, K4 en K5. Er werden verschillende technieken voor klankopwekking gebruikt, zoals additieve en subtractieve synthese. De K4 gebruikt subtractieve synthese met samples als basis. Er zijn ook moduleversies van deze synthesizers op de markt gekomen, zoals de Kawai K1rII, K4r en de XD-5.
In 1996 lanceerde Kawai de K5000, een additieve synthesizer die de mogelijkheden van de K5 sterk verbeterde. Het model kwam in drie versies:
- K5000S, met 16 knoppen voor directe klankcontrole en een arpeggiator
- K5000W, deze voegde een sequencer toe, maar miste de knoppen en arpeggiator
- K5000R, een moduleversie met arpeggiator, maar zonder knoppen en sequencer

Er waren plannen voor een K5000X model, die alle mogelijkheden van de S en W modellen moest combineren, maar dit werd geannuleerd vanwege slechte verkoopcijfers. Niet lang daarna stopte Kawai met het produceren van synthesizers.

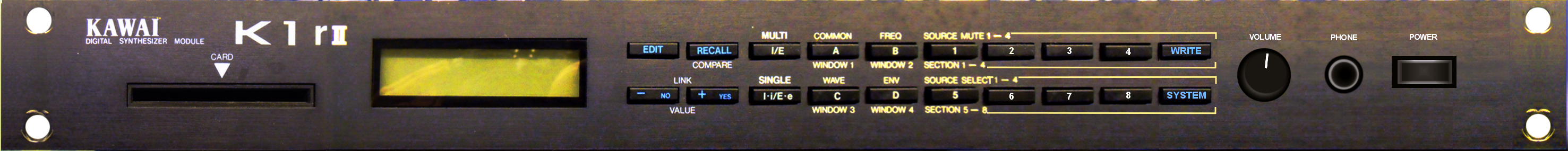
Kawai K1rII (1989)
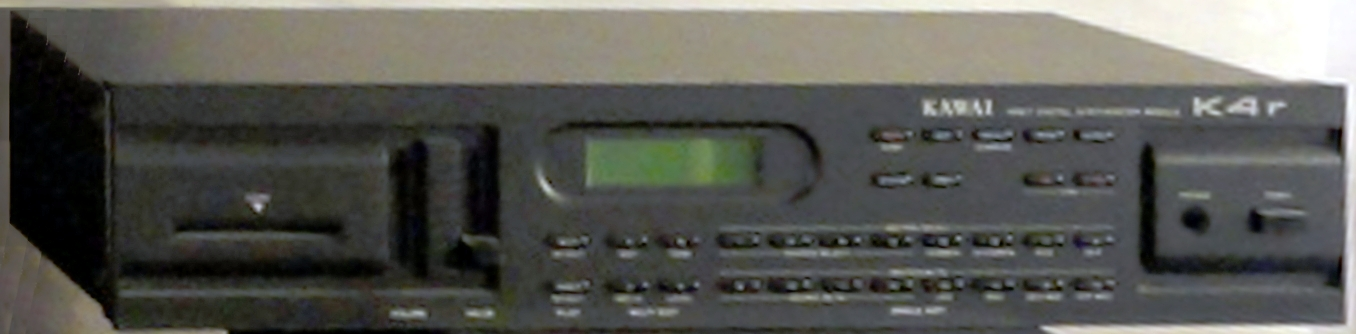
Kawai K4r (1989)
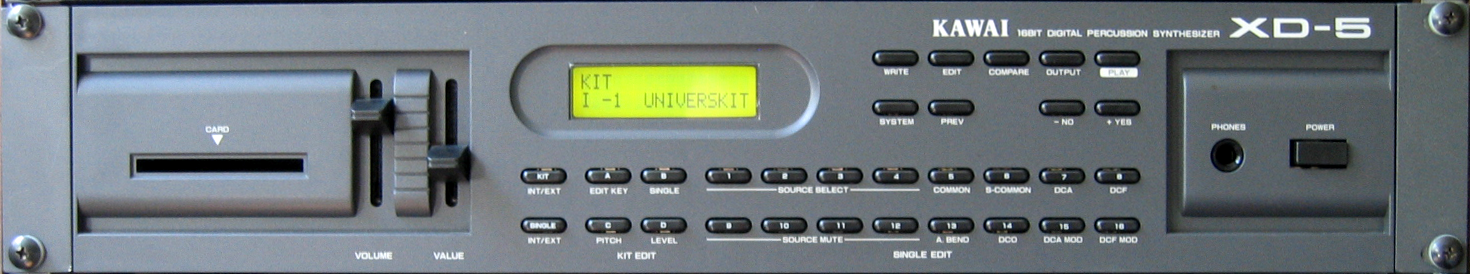
Kawai XD-5 (1989)
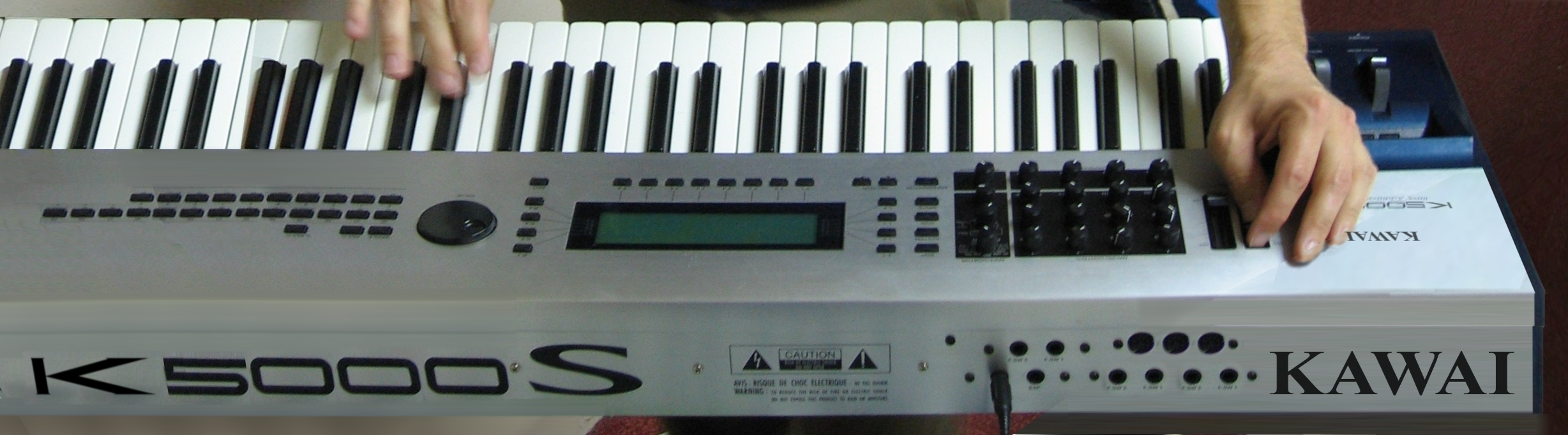
Kawai K5000S